# Seinäjoen Jalkapallokerho
Seinäjoen Jalkapallokerho (ou SJK) é um clube de futebol da Finlândia da cidade de Seinäjoki. O clube foi fundado em 2007, e disputa a Veikkausliiga.

## Títulos

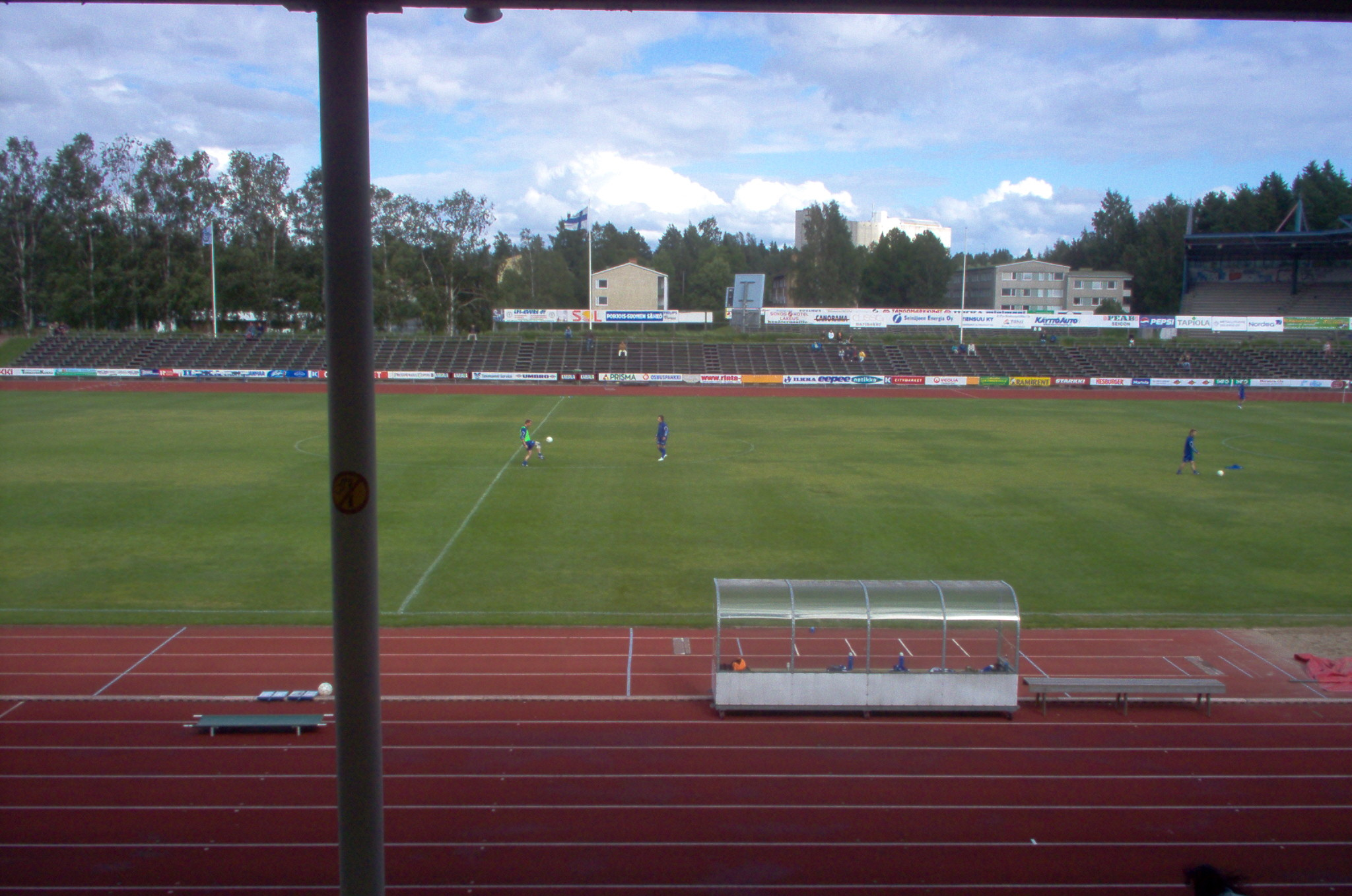
Seinäjoen keskuskenttä

| Competição | Competição                  | Títulos | Anos |
| ---------- | --------------------------- | ------- | ---- |
| Finlândia  | Campeonato Finlandês        | 1       | 2015 |
| Finlândia  | Segunda Divisão Finlandesa  | 1       | 2013 |
| Finlândia  | Copa da Finlândia           | 1       | 2016 |
| Finlândia  | Copa da Liga Finlandesa     | 1       | 2014 |
| Finlândia  | Terceira Divisão Finlandesa | 1       | 2011 |

## Elenco
Atualizado em 30 de março de 2021. 
Legenda
- : Capitão
- : Jogador suspenso
- : Jogador lesionado